# Schlacht von Ash Hollow

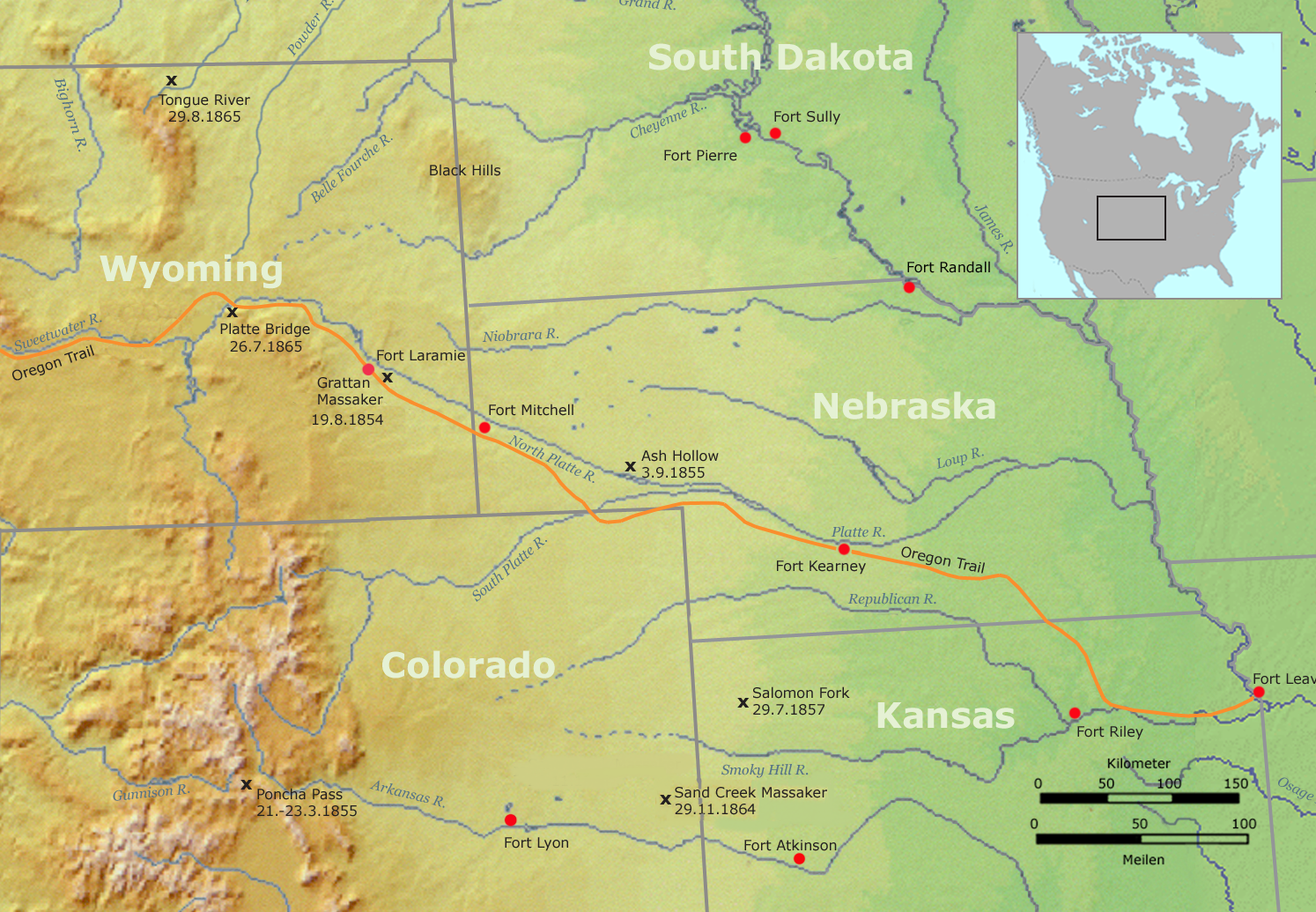
Schauplatz der Schlacht von Ash Hollow in Nebraska und anderer Gefechte zwischen 1850 und 1865

Mit Schlacht von Ash Hollow, auch Schlacht am Blue Water Creek genannt, wird ein Gefecht bezeichnet, das am 2. und 3. September 1855 zwischen US-Truppen und Brulé-Lakota, einem Indianerstamm im westlichen Nebraska in den Vereinigten Staaten, stattfand und bei dem etwa 85 Indianer den Tod fanden.

## Geschichtlicher Hintergrund
Am 19. August 1854 kam es zu einem Zwischenfall, der als Grattan-Massaker in die Geschichte einging. Im heutigen östlichen Wyoming wurden Leutnant John L. Grattan, 30 Soldaten und ein Dolmetscher von Brulé getötet. Im Spätsommer 1854 lagerten 4000 Brulé und Oglala in der Nähe von Fort Laramie, um ihre jährliche Versorgungslieferung zu empfangen, die ihnen 1851 im ersten Vertrag von Fort Laramie zugesichert worden war. Vom benachbarten Oregon Trail hatte sich eine Kuh ins Lager der Brulé verirrt und wurde dort eingefangen und getötet. Der Besitzer der Kuh, ein Mormone, beschwerte sich im Fort und verlangte die Bestrafung des Übeltäters. Der unerfahrene Leutnant Grattan bekam den Befehl, den schuldigen Indianer festzunehmen und ins Fort zu bringen. Er ritt mit seiner Truppe ins Indianerlager zu Häuptling Conquering Bear von den Brulé, der den Weißen ein Pferd als Schadensersatz anbot. Doch Grattan ließ sich auf keine Verhandlung ein. Als Conquering Bear, über die Beleidigungen des betrunkenen Dolmetschers empört, die Versammlung verlassen wollte, wurde er von einem der Soldaten in den Rücken geschossen und getötet. Beim folgenden Schusswechsel fanden Leutnant Grattan, 29 Soldaten und ein Dolmetscher den Tod. Nur ein Soldat überlebte schwerverletzt das Gefecht, starb jedoch später im Fort.
Als die Nachricht von diesem Ereignis das Kriegsministerium erreichte, wurde die Entsendung einer Strafexpedition beschlossen. Als Kommandeur ernannte man den 53-jährigen William Selby Harney, einen Veteranen und Kriegshelden des Mexikanisch-Amerikanischen Krieges (1846–1848). Man musste Harney aus Paris zurückrufen, denn seine Familie lebte in der französischen Hauptstadt. In Fort Kearney, wo Teile seiner alten Einheit aus dem Mexikanischen Krieg stationiert waren, stellte er eine Truppe von 600 Mann zusammen und rückte am 24. August 1855 zur Bestrafung der Sioux aus.

## Das Gefecht
Am 3. September erreichte die Strafexpedition den Blue Water Creek, einen Nebenfluss des Platte Rivers im westlichen Nebraska, an dessen Ufer etwa 250 Brulé, Männer, Frauen und Kinder, lagerten. Nachdem Harneys Forderung, die Schuldigen des Grattan-Massakers auszuliefern, abgelehnt worden war, erteilte er den Befehl zum Angriff und ritt mitten in das Lager hinein. Ein Teil der Brulé flüchteten in Höhlen am Flussufer und die Soldaten feuerten wahllos hinein, wobei viele Frauen und Kinder getötet wurden. Eine Gruppe bewaffneter Krieger durchbrach die amerikanische Angriffslinie und wurde von den Kavalleristen stundenlang verfolgt. Die Brulé unter Häuptling Little Thunder, dem Nachfolger von Conquering Bear, waren hoffnungslos unterlegen und verloren 85 Stammesmitglieder, darunter viele Frauen und Kinder.
Nach dem Gefecht demonstrierte die US-Armee ihre Stärke und durchritt demonstrativ das Gebiet der Lakota, ohne auf Widerstand zu stoßen. Crazy Horse, später ein berühmter Häuptling, war damals noch ein Kind und überlebte das Gefecht, das als Battle of Ash Hollow in die amerikanische Geschichte einging. Bei den Sioux hieß General Harney anschließend der Schlächter (engl. Butcher). Während das Gefecht in vielen Zeitungen der US-Presse als heroischer Sieg gefeiert wurde, kritisierten andere das Geschehen als reine Metzelei an den Indianern. Es gab auch Stimmen, die meinten, die Strafexpedition sei lediglich deshalb ausgesandt worden, um das Anwachsen der US-Armee auf Betreiben des Kriegsministers Jefferson Davis zu rechtfertigen.